# Los libros de la magia
Los Libros de la Magia es el título de una miniserie sobre un joven mago de cuatro números creada en 1988 por Neil Gaiman (guionista) y John Bolton (dibujante) que luego se transformó en una serie mensual. Está publicada por DC Comics, bajo el sello Vertigo Comics. Tras su publicación original, la miniserie se recopiló en un único volumen con una introducción por el autor Roger Zelazny.
Los Libros de la Magia cuenta la historia de un joven inglés llamado Timothy Hunter que tiene el potencial para convertirse en el mago más poderoso de la época. Para poder usar y tener conocimiento de todo su poder, Timothy es interceptado por La Brigada de la Gabardina (The Trenchcoat Brigade) quienes lo guiarán por el camino del conocimiento: el famoso John Constantine, Mister E, Phantom Stranger y Doctor Oculto. Sus maestros lo llevarán a espacios temporales y mundos distantes de manera muy similar al cuento de las navidades de Ebenezer Scrooge; así que Tim visita el pasado desconocido, el presente, el futuro distante y un mundo mágico llamado Faerie.

## Trasfondo

### Miniserie
Los Libros de la Magia vieron la luz cuando DC Comics decidió realzar algunos de sus personajes místicos de la línea, además de dar un poco de cohesión al universo mágico que se estaba conformando. Hablaron con el popular escritor Neil Gaiman y le pidieron que creara una serie de cuatro números acerca de sus personajes mágicos. Por ello, Gaiman creó un personaje de un chico corriente de doce años llamado Timothy Hunter, que necesita ser introducido al universo mágico de DC antes de poder decidir si acepta o rechaza su posible destino de convertirse en el mago más poderoso de la época.
Neil Gaiman aprovechó los cuatro números para dividir formalmente la estructura de la obra e hizo que un artista diferente dibujara cada entrega. Así:
- Libro I: El Laberinto Invisible (dibujo por John Bolton (historietista)). Tim es introducido a la historia del Universo DC por el Fantasma Errante; y realizan un recorrido y mirada al pasado del universo y la magia.
- Libro II: Mundo de Sombras (dibujo por Scott Hampton). John Constantine le enseña como es la magia en el presente.
- Libro III: La Tierra del Crepúsculo de Verano (dibujo por Charles Vess). Visita el mundo de Faerie (DC Comics), Gemworld, Skartaris y el Infierno (DC Comics), así como otros reinos místicos, de la mano del Doctor Occult.
- Libro IV: Camino a Ninguna Parte (dibujo por Paul Johnson (historietista)). Viaja a un posible futuro del universo con la compañía de Mister E.

Esta estructura facilitó a Gaiman incluir varios personajes de otras líneas de DC, además de reintroducir otros personajes que no estaban por aquel entonces publicados. De otra parte, en la introducción al tomo recopilatorio, el autor Roger Zelazny apuntó que la estructura compartía similitudes con los puntos clave de la historia de la estructura mítica identificados por Joseph Campbell en El héroe de las mil caras. Sin embargo él dijo que, más bien, esto podría venir del profundo conocimiento de Gaiman de las mismas fuentes más que de un intento deliberado de seguir las pautas de Campbell.
Cuando el libro salió a la venta alrededor de 1990 se hizo muy popular y permitió al Director Ejecutivo de Vertigo Comics, Karen Berger, convertirlo en una serie regular bajo el editor Stuart Moore.

### Serie mensual
Berger luchaba para encontrar un guionista disponible para el proyecto, con escritores como Dick Foreman esforzándose para manejar el personaje de Tim. Finalmente se acercó a John Ney Rieber después de haber visto algunos de sus trabajos, convencida de que él podría superar el reto de transformar a Tim en un personaje plenamente desarrollado. Se le pidió a Rieber que presentara un esquema resumen de la serie propuesta, pero fue rechazado por Berger y DC. No obstante, Berger todavía estaba convencido de que Rieber era el hombre para el trabajo y le pidió que perseverase. Y él lo intentó "en varias ocasiones presentar algo diferente, pero todavía no emocionó a nadie". En una ocasión, Rieber mismo trató de retirarse del proyecto, pero Berger estaba todavía convencida de que él podía hacerlo, de modo que cuando el evento de Vertigo The Children's Crusade estaba siendo planeado, ella le pidió que escribiera uno de los capítulos para reintroducir Tim en el Universo DC.
El Arcana: The Books of Magic Annual era la sexta parte de The Children's Crusade, con dibujo de Peter Gross. Esto introdujo algunos personajes creados por Rieber que serían desarrollados posteriormente, como Tamlin, el padre biológico de Tim, además de dar comienzo a algunas de las tramas de la serie. El anual mostró el primer crédito de Neil Gaiman como "consultor creativo" de Los Libros de la Magia, una posición que DC Comics le pagó para que llevase a cabo a pesar del hecho de que era demasiado tarde para cambiar nada cuando él hizo comentarios sobre el guion. 
En el momento en que la serie se lanzó, el nombre había vuelto a Los Libros de la Magia y un rotativo equipo creativo (Peter Gross, Gary Amaro y Peter Snejbjerg) se puso en lugar de dar lápices y tinta a tramas alternativas. A principios de 1997, Rieber anunció a Gross que iba a dejar el cómic, hecho que este atribuyó al hecho del creciente disgusto de Rieber por el personaje principal, cosa que Rieber pareció confirmar en su "Después" en su número final diciendo: "He encontrado difícil que me gustase Tim entonces y ahora. Por supuesto, me pone de los nervios. Se parece muchísimo a alguien que he pasado muchos años aprendiendo a no ser". Este número final fue el cincuenta, coincidiendo con el momento en que el autor original, Neil Gaiman, decidió que era apropiado para dejar de "ganar 200$ en cada número haciendo nada" y resignó a ser "consultor creativo" de la historieta.
Como Rieber dejaba el cómic, el editor de la serie Stuart Moore animó a Gross a tomar los deberes de escritura porque "Yo sabía que él podía hacerlo. Tiene un gran sentido de la historia y del personaje". Al inicio Gross escribió una pequeña memoria detallando por dónde él creía que debía de ir la serie, esperando que esto pudiera influenciar la elección de escritor por parte de los editores. Más tarde se le pidió si podía expandir estas ideas en una historia real, ante lo cual trazó una historia de seis números que él pensaba que sería usada como "relleno" hasta que se encontrase un nuevo escritor. DC incluso lo animó a pesar en grande, y hasta el momento en que empezó a escribir su primer número, ya había trazado una historia de veintitrés números de largo para el cómic. Esto pronto se expandió en el argumento para el arco de veinticinco números de Gross, a pesar de que al principio estaba nervioso porque sus esfuerzos de escritura no fueran favorables comparados con los de Gaiman y Rieber para los fanes.
Además de escribir, Gross siguió dando lápices para el cómic, haciendo malabarismos con esto y una su carrera como profesor de Ilustración de Cómic en la Escuela de Arte y Diseño de Minneapolis. A pesar de todo, él trató de escribir guiones completos para cada número argumentando "Me gusta trabajar de esta manera porque me puedo olvidar de ello antes de sentarme a dibujar. Así que cuando lo dibujo, puedo pensar que es algo que casi no he escrito". A menudo esto causó problemas a Gross, y artistas invitados eran empleados a menudo para ayudarle a aligerar la carga. Incluso en una ocasión Peter Hogan realizó un número de relleno que dio más tiempo a Gross para ponerse al día.
Desde el comienzo de la etapa de Gross, había planes tentadores de darle un descanso al cómic después de llegar al número 75. Se tomaría como un descanso que permitiría al personaje crecer un poco antes de retomar su historia (Gross tenía algunas ideas para esta etapa posterior para explorar la relación del personaje con las mujeres en su vida a través de su relación con su madre tardía. Sin embargo, cuando llegó al dicho número, Gross decidió dejar el cómic, así que DC anunció que Dylan Horrocks continuaría la historia de Tim en una miniserie de cinco números, llamada Los Nombres de la Magia, después de una pausa que simbolizaba que Tim estaba preparado para enfrentarse a su destino. Se anunció también que la nueva miniserie iría seguida de una nueva serie mensual sin nombre, que luego fue denominada Hunter: La Edad de la Magia.

## Tramas

### Neil Gaiman
La miniserie original se concentraba en la introcucción de Timothy al mundo de la magia por La Brigada de la Gabardina, que estaban alertados de que el chico tenía el potencial para convertirse en el mejor mago del mundo, pero su lealtad al bien o al mal todavía no estaba decidida. En el mismo grado, él podía alejarse de dicho mundo completamente y perderse en el otro lado. La Brigada de la Gabardina se toma como un deber resolver la incertidumbre sobre el destino de Tim, pero siempre intentando que él elija por sí mismo si quiere recorrer el mundo de la magia o prefiere quedarse aparte.
Para ello lo llevan desde el nacimiento del universo hasta su muerte, mostrándole las posibilidades -y el precio a pagar- de ejercer la magia antes de que el decida si acepta su destino. Durante el camino, Tim conoce alguno de los más destacados magos del Universo DC y a otros personajes fantásticos, mientras sus aliados intentan protegerle de las maquinaciones del Culto de la Flama Fría. Tras estas desventuras, Tim decide que el precio es demasiado alto.

### Peter Gross
Peter Gross explicó su etapa en la historieta como la historia de la preadolescencia de Tim, comentando que previamente el cómic había presentado con asiduidad personajes femeninos de carácter benevolente, pero no había sido tan compasivo con sus homólogos masculinos. Su historia estaba, entonces, encaminada a mostrar la aceptación de Tim de su lado masculino y aprender a cómo ser un muchacho, una de las razones de Gross para no usar el personaje de Molly durante su etapa. Comentó encarecidamente más tarde que si él hubiera permanecido en la historieta, la siguiente etapa hubiera sido explorar su lado femenino y, más tarde, habría reintroducido alguno de los personajes femeninos establecidos, como Molly o Gwen.
Él anunció su etapa como una "ida en otra dirección" y no un intento de "copiar el éxito de John". Consecuentemente, su primer número estableció el fondo para su etapa, redefiniendo la naturaleza de "Otro" Tim para ser una versión alternativa creada subconscientemente cuando era un niño y estableciendo que este Otro estaba matando a todas las otras versiones alternativas de Tim para robar su poder. Gross también mostró una ruptura consciente con la exploración del parentesco de Tim, dando el anuncio de Titania de que ella nunca "ayudaría [a Tim] otra vez" después de que él rehusara aceptar un precioso -o salvador potencial de su vida- regalo por parte de ella misma. De igual manera, Molly iba a ser menos importante para la etapa de Gross, así que Tim es avisado por los hermanos protectores de ella de apartarse de la chica y, luego, Molly decide por sí misma que no tiene nada más que hacer con él después de conocer a su Otro y confundirlo con él, pensando que él había roto su promesa de nunca hablarle a demonios y estaba en camino de convertirse en Sir Timothy. Gross respondió a "casi todos" los que preguntaron si Molly iba a volver explicando que, cuando se le pidió que tomara el relevo, Rieber pidió específicamente que ella no permaneciera en el cómic y, aunque esta petición luego fue retirada, Gross ya había hecho a medida la historia que había planificado, e hizo a Tim más central en su propio cómic. No obstante, Molly regresó en una historia posterior escrita por Rieber y llamada The Books of Faerie.

## Adaptaciones

### Novelas
En 2003, Harper Collins empezó a publicar una serie de novelas de adultos para jóvenes de Los Libros de la Magia, adaptadas de la serie de cómic por Carla Jablonski. Cada novela tenía portada de Christopher Moeller.
- The Books of Magic 1: The Invitation ISBN 0-06-447379-1
- The Books of Magic 2: Bindings ISBN 0-06-447380-5
- The Books of Magic 3: The Children's Crusade ISBN 0-06-447381-3
- The Books of Magic 4: Consequences ISBN 0-06-447382-1
- The Books of Magic 5: Lost Places ISBN 0-06-447383-X
- The Books of Magic 6: Reckonings ISBN 0-06-447384-8

El primer libro estaba basado en la miniserie original. Los libros subsiguientes están basados en arcos argumentales de la segunda serie, excepto The Children's Crusade, que está basado en el crossover de Vertigo del mismo nombre.

### Películas
Una película de Los Libros de la Magia ha estado en planes de desarrollo durante muchos años. Originalmente la optó por sus derechos Warner Bros, años antes de que el primer libro de Harry Potter fuera publicado, y Neil Gaiman firmó como productor ejecutivo en 1998. No obstante, tras años de redactar y redactar el guion una y otra vez, el guion se alejó tanto del concepto original que Gaiman y Paul Levitz advirtieron a los cineastas que cualquier audiencia que viera la película esperando algo basado en el cómic se molestaría y decidieron desarrollar el film ellos mismos. Así, trabajaron con el guionista Matt Greenberg, que ha escrito tempranos borradores para presentar algo más cercano a la historia original. De este modo, todavía ninguna adaptación se ha filmado o previsto para salir al mercado.